# Diplycosia acuminata
Diplycosia acuminata är en ljungväxtart som beskrevs av Odoardo Beccari. Diplycosia acuminata ingår i släktet Diplycosia och familjen ljungväxter. Inga underarter finns listade i Catalogue of Life.